# Alamo Heights (Teksas)
Alamo Heights je grad u američkoj saveznoj državi Teksas. Prema popisu stanovništva iz 2010. u njemu je živjelo 7.031 stanovnika.